# العلاقات البرازيلية المغربية
العلاقات البرازيلية المغربية هي العلاقات الثنائية التي تجمع بين البرازيل والمغرب.

## مقارنة بين البلدين
هذه مقارنة عامة ومرجعية للدولتين:
| وجه المقارنة                                              | البرازيل | المغرب                                 |
| --------------------------------------------------------- | --- | -------------------------------------- |
| المساحة (كم2)                                             | 8.52 مليون | 710.85 ألف                             |
| عدد السكان (نسمة)                                         | 202.66 مليون | 36.07 مليون                            |
| الكثافة السكانية (ن./كم²)                                 | 23.79 | 50.74                                  |
| العاصمة                                                   | برازيليا، ريو دي جانيرو | الرباط                                 |
| اللغة الرسمية                                             | برتغالية برازيلية، Brazilian Sign Language ‏ | اللغة العربية، أمازيغية معيارية مغربية |
| العملة                                                    | ريال برازيلي، كروزيرو ريال برازيلي ‏، كروزيرو البرازيلية (1990–1993)، البرازيلي كروزادو نوفو، كروزادو برازيلي، cruzeiro ‏، كروزيرو البرازيلية (1942–1967)، الريال البرازيلي (قديم) | درهم مغربي                             |
| الناتج المحلي الإجمالي (بليون دولار)                      | 2.06 تريليون | 109.14 مليار                           |
| الناتج المحلي الإجمالي (تعادل القوة الشرائية) بليون دولار | 3.22 تريليون | 274.06 مليار                           |
| الناتج المحلي الإجمالي الاسمي للفرد دولار أمريكي          | 8.54 ألف | 2.88 ألف                               |
| الناتج المحلي الإجمالي للفرد دولار أمريكي                 | 15.89 ألف | 7.49 ألف                               |
| مؤشر التنمية البشرية                                      | 0.754 | 0.628                                  |
| رمز المكالمات الدولي                                      | +55 | +212                                   |
| رمز الإنترنت                                              | .br | .ma                                    |
| المنطقة الزمنية                                           | | ت ع م+01:00                            |

## مدن متوأمة
في ما يلي قائمة باتفاقيات التوأمة بين مدن برازيلية ومغربية:
- ترتبط ريو دي جانيرو مع الدار البيضاء باتفاقية توأمة منذ 1969.

## منظمات دولية مشتركة
يشترك البلدان في عضوية مجموعة من المنظمات الدولية، منها:
| علم المنظمة | اسم المنظمة                        | تاريخ انضمام البرازيل | تاريخ انضمام المغرب |
| ----------- | ---------------------------------- | --------------------- | ------------------- |
|             | الاتحاد البريدي العالمي            | ?                     | ?                   |
|             | يونسكو                             | 4 نوفمبر 1946         | 7 نوفمبر 1956       |
|             | البنك الدولي للإنشاء والتعمير      | 14 يناير 1946         | 25 أبريل 1958       |
|             | منظمة التجارة العالمية             | ?                     | 1995                |
|             | وكالة ضمان الاستثمار متعدد الأطراف | 7 يناير 1993          | 17 سبتمبر 1992      |
|             | البنك الإفريقي للتنمية             | ?                     | ?                   |
|             | الاتحاد الدولي للاتصالات           | 4 يوليو 1877          | 1 نوفمبر 1956       |
|             | منظمة الشرطة الجنائية الدولية      | ?                     | ?                   |
|             | مؤسسة التمويل الدولية              | 31 ديسمبر 1956        | 30 أغسطس 1962       |
|             | الأمم المتحدة                      | 24 أكتوبر 1945        | 12 نوفمبر 1956      |
|             | مؤسسة التنمية الدولية              | 15 مارس 1963          | 29 ديسمبر 1960      |
|             | الفريق المعني برصد الأرض           | ?                     | ?                   |
|             | منظمة حظر الأسلحة الكيميائية       | ?                     | ?                   |

- في 2024، "بعد عشر سنوات من إظهار اهتمامها بالمقاولات الفرعية للصناعة الجوية المغربية، تدرس شركة إمبراير البرازيلية مجددًا إمكانيات النظام البيئي الوطني من خلال مواقعها في البرتغال، حيث تمتلك وحدات صناعية مثل إمبراير ميتاليكاس وإمبراير كومبوزيتس في إيفورا، بالإضافة إلى شركتها الفرعية OGMA Indústria Aeronáutica de Portugal. يُظهر هذا الاهتمام الجديد التزام إمبراير بتعزيز علاقاتها مع المغرب في مجال الصناعة الجوية، سواء في القطاع المدني أو العسكري.شركة إمبراير البرازيلية تسعى لتعزيز علاقاتها مع المغرب من خلال استكشاف فرص التعاون في الصناعات الجوية المدنية والعسكرية. هذا يشمل البحث عن شركاء محليين وتطوير مشاريع مشتركة قد تسهم في تقوية البنية التحتية الصناعية وتحسين القدرات التكنولوجية في المغرب."[20]

## أعلام
هذه قائمة لبعض الشخصيات التي تربطها علاقات بالبلدين:
- والديمار ليفي كاردوسو (عسكري برازيلي، 4 ديسمبر 1900 – 13 مايو 2009)

## وصلات خارجية
- موقع وزارة الخارجية البرازيلية
- موقع وزارة الخارجية المغربية